# Route 20 (Manitoba)
La Route 20 (PTH 20) est une route provinciale du Manitoba. Elle relie la route 5 et la route 582 près d'Ochre River à la route 10 près de Cowan. La route offre une alternative à la route 5 vers Dauphin.

## Description du tracé
La route 20 débute à Ochre River en se dirigeant vers le nord. Elle est le prolongement de la route 582. Au sud-ouest du Lac Dauphin, elle bifurque vers l'ouest pour atteindre Dauphin. Elle n'entre pas directement dans la ville (c'est la route 20A qui le fait); elle passe à l'est de celle-ci. Elle bifurque vers le nord alors qu'elle se trouve au sud-est de Dauphin. Elle poursuit dans cette direction jusqu'à Winnipegosis, où elle alterne entre ouest et nord. Elle atteint Camperville où elle bifurque vers l'ouest jusqu'à Cowan, son terminus nord.

## Intersections majeures
| Division                                      | Ville        | km     | Destinations                                                          | Notes                                     |
| --------------------------------------------- | ------------ | ------ | --------------------------------------------------------------------- | ----------------------------------------- |
| No. 17                                        | Ochre River  | 0,00   | PTH-5 (Parks Road) – Dauphin, Sainte-Rose du Lac PR 582 sud – Makinak | La PTH-20 sud devient la PR 582 sud       |
| No. 17                                        | Dauphin      | 24,60  | PTH-20A nord (Front Avenue)                                           | Terminus sud de la PTH-20A                |
| No. 17                                        | Dauphin      | 26,20  | PTH-20A sud (River Avenue E)                                          | Terminus nord de la PTH-20A               |
| No. 17                                        |              | 49,20  | PR 267 ouest – Sifton                                                 | Terminus est de la PR 267                 |
| No. 17                                        | Fork River   | 65,40  | PR 269 est – Rorketon                                                 | Terminus sud du multiplex avec la PR 269  |
| No. 17                                        |              | 68,80  | PR 269 ouest – Ethelbert                                              | Terminus nord du multiplex avec la PR 269 |
| No. 17                                        | Winnipegosis | 79,60  | PR 364 sud – Rorketon                                                 | Terminus nord de la PR 364                |
| No. 20                                        |              | 108,30 | PR 271 ouest – Pine River                                             | Terminus est de la PR 271                 |
| No. 20                                        |              | 124,60 | PR 489 sud                                                            | Terminus nord de la PR 489                |
| No. 19                                        | Camperville  | 132,40 | PR 272 nord – Duck Bay                                                | Terminus sud de la PR 272                 |
| No. 20                                        | Cowan        | 169,00 | PTH-10 – Dauphin, Swan River                                          |                                           |
| - Terminus de multiplex - Transition de route |              |        |                                                                       |                                           |